# Paul Déroulède
Paul Déroulède (Párizs, 1846. szeptember 2. – Párizs, 1914. január 30.) francia politikus és író, a Ligue des patriotes alapítója.

## Élete
Tanulmányai befejeztével nagyobb utat tett külföldön és visszatérése után néhány színdarabot írt, melyek közül a Jouan Strenner című vígjátékot a Comédie-Française-ben is előadták. Az 1870-es háború kitörése után mint hazáját imádó lelkes ifjú, önként jelentkezett a zászló alatt, de Sedannál a poroszok foglyul ejtették, akik azután Boroszlóban internálták. Innen lengyel-zsidó álruhájában hazaszökött, ahol Alfred Chanzy és később Charles Denis Bourbaki tábornokok alatt újra küzdött a gyűlölt ellenség ellen, csakhogy 1871-ben Bourbaki hadával együtt neki is svájci területre kellett menekülnie. A béke helyreálltával többrendbeli hazafias irányú munkát és verseskötetet írt, mint pl.: Sur Coneille. Stances (1873); L'Hetman (1877); La défense nationale (1878). De nagyobb sikert a lángoló hazaszeretettől sugallt Chants du soldat és Nouveaux chants c. verseivel aratott, melyek számtalan kiadást értek és nevét egész Franciaországban ismertté tették. Követte ezeket a Pro Patria c. versgyűjtemény (1878) és a De l’éducation nationale militaire (1882), melyben nyíltan hirdette a revanche varázsigéjét. A sikertől és népszerűségtől elkábítva, nagyobb tettekre érezte magát hivatva: 1882. május 18-án megalkotta a Ligue des patriotes nevű egyesületet, mely különösen az ifjabb nemzedék katonai kiképeztetését tűzte ki feladatául, mely társulatnak maga írta meg később a történetét (Le livre de la ligue des patriotes, 1887). 1884-ben kiadta a poroszokat gúnyoló Monsieur l’hulan et les trois couleurs c. könyvet, 1886-ban pedig az Avant la bataille és Le premier grenadier de France c., a franciákat bosszúra izgató műveit. Mivel ő és ligája egész leplezetlenül hirdette Elzász és Lotaringiának közeli visszafoglalását, beszédjeikkel és a Strassburg-szobor előtt rendezett tüntetéseikkel a hivatalos Franciaországot több ízben zavarba hozták. 1885-ben megindította a Le drapeau c. soviniszta szellemben szerkesztett hírlapot és egyúttal fellépett mint képviselőjelölt, de ez alkalommal kudarcot vallott. Annál nagyobb hévvel és páratlan odaadással szolgálta Georges Boulanger tábornok emelkedő napját, akinek érdekében 1887-től kezdve számtalan cikket írt és számtalan tüntetést rendezett. 1889-ben végre a kamarába került, ahol az uralkodó köztársasági párt keblében tűrt visszaéléseket és megvesztegetéseket ostorozta, miáltal sokaknak haragját magára vonta. Egy ízben az ülésteremből is eltávolították. 1892 végén megkezdte a Panama-botrány hőseit leleplezni és addig nem nyugodott, amíg Charles Baïhaut volt miniszter is a vádlottak padjára került és amíg Alexandre Ribot minisztert meg nem buktatta. Az érdekelt felek mindezt kevés örömmel nézték és szinte fellélegeztek, midőn az angoulei választók többsége az 1893 augusztusi választások előestéjén Déroulède-től elfordultak. Miután ezt megneszelte, Déroulède feddő levelet intézett választókerületéhez és visszavonta jelöltségét. 1893 októberében lelkes versekben dicsőítette az orosz-francia szövetséget.